# Булдаков, Алексей Анатольевич
Алексей Анатольевич Булдаков (род. 18 февраля 1973, Ижевск) — советский и российский хоккеист, защитник. Тренер.

## Биография
Воспитанник ижевского хоккея, тренеры С. Г. Осотов, Е. Б. Никифоров. В сезоне 1990/91 дебютировал в команде второй лиги «Прогресс» Глазов, в следующем сезоне также провёл один матч за «Ижсталь» в первой лиге. В декабре 1992 года перешёл в самарский ЦСК ВВС, за который выступал до конца карьеры. За 12 сезонов провёл в команде 457 матчей, в том числе 241 в МХЛ и Суперлиге. Двукратный чемпион России (ФХР), был капитаном команды.
Тренер команды 2002 года рождения (ЦСК ВВС, 2008—2016; «Комета», 2016—2018). Тренер ЦСК ВВС в ВХЛ (2018/19). В «Комете» — тренер команды 2006 г. р. (2019—2020), тренер (2020/21 — 2021/22), главный тренер (2022/23 — 2023/24) команды ЮХЛ. С сезона 2024/25 — главный тренер команды ЮХЛ ЦСК ВВС.